# Ontologické jazyky
Ontologický jazyk neboli jazyk pro zápis ontologie je v informatice seznam výrazů popisující nějakou ontologii.
V informatice, tedy z informačního pohledu (na rozdíl od filozofické ontologie), se ontologie definuje (podle T. Grubera) jako explicitní specifikaci konceptualizace, tedy jako prezentovaná specifikace systému pojmů modelujících určitou část světa či znalostní modely. Zjednodušeně řečeno jde o vyjádření znalostí ve formě poznatků. Ontologie slouží k podpoře vzájemné komunikace a porozumění.
Protože ontologie slouží k prezentaci nějaké skutečnosti, je nutné, aby byl vytvořen nějaký formát této prezentace, k tomu slouží ontologické jazyky (jazyky pro zápis ontologií). Ty jsou v základu formální (nejběžnější a nejvíce používané; množina konečných slov), semiformální (částečně strukturovaný volný text) nebo neformální (glosáře) a je jich ohromné množství. Níže budou představeny jen ty nejzákladnější, nebo ty, které vytvořily nějaký historický mezník.

## CycL
Cyc je jedním z prvních projektů (od roku 1984) zabývající se zachycováním znalostí. Pro prezentaci používal tento projekt jazyk CycL, který využíval základy funkcionálního jazyka LISP. CycL se skládá z tzv. mikroteorií, které představují vzájemně provázaná dílčí tvrzení. CycL má plnou vyjadřovací účinnost z predikátové logiky kombinovanou s prvky z rámcových jazyků.

## Ontolingua
Jazyk Ontolingua vznikl začátkem 90. let. Vycházel také částečně z jazyka LISP a je nadstavbou jazyka KIF (Knowledge Intarchange Format). Jazyk Ontolingua umožňuje sdílení ontologie v rámci odborných komunit používajících vzájemně nekompatibilní znalostní systémy. Základními konstrukty tohoto jazyka jsou definice tříd, relací a funkcí. Ontolingua byla ve své době velmi rozšířeným jazykem.

## OCML
OCML (Operational Conceptual Modelling Language) byl vyvinut jako „vylepšený“ jazyk Ontolingua a později byl také někdy nazýván jako „operacionální Ontolingua“. V OCML je možné zapsat i jakoukoliv aplikaci, která nemusí s ontologiemi vůbec souviset. Jazyk OCML se kromě místa svého vzniku (Open Univerzity ve Velké Británii) příliš nerozšířil.

## OKBC
Jazyk OKBC (Open Knowledge Base Connectivity) vznikl jako ekvivalentní jazyk k jazyku ODBC (Open Database Connectivity). Tento jazyk, respektive univerzální rozhraní, umožňoval komunikaci mezi rámcově-orientovanými znalostními systémy.

## XOL
XOL (eXtensible Ontology Language) byl vyvinut hlavně pro sdílení struktury znalostí o genovém výzkumu, pro kteréžto jiný jazyk doposud nevyhovoval. Jednalo se prakticky o odlehčenou verzi jazyka OKBC. Šlo zde o propojení ontologií a značkovacích jazyků, novinkou zde bylo již zakotvení v syntaxi XML.

## SHOE
Jazyk SHOE (Simple HTML Ontology Extension) byl prvním jazykem, který vznikl v roce 1996 pro potřebu přidání sémantiky k webovým stránkám. Tento jazyk umožňoval vkládat do zdrojového kódu webových stránek metadata o objektech a ontologie, které definovaly sémantiku těchto metadat. Princip tohoto jazyka byl poměrně jednoduchý, dnes je již nepoužívaný.

## Ontobrooker
Jazyk Ontobrooker vznikl ve stejné době a ze stejných důvodů jako jazyk SHOE. Rozdíl je pouze v architektuře těchto jazyků, kdy Ontobrooker je centralizovaný a pro ontologie a anotace nepoužívá jednotný jazyk. Dnes je jazyk Ontobrooker používaný jen pro firemní intranety.

## Ontologické jazyky kompatibilní s RDF
Na konci 90. let dvacátého století po vytvoření metadatového standardu konsorciem W3C – jazyku RDF (Resource Description Framework) – bylo nutné, aby sémantická metadata, respektive ontologické jazyky, byly s tímto standardem kompatibilní. Začaly tedy vznikat sémantické jazyky orientované na RDF, jako například RDFS nebo DAML.
Resource Description Framework slouží tedy pro reprezentaci struktury metadat a popisu sémantiky, vzniká tak sémantický web. Jde zde o nahrazení stromové struktury webu grafovou strukturou. RDF používá tři základní prvky, a to subjekt, predikát (vlastnost subjektu) a objekt (hodnota vlastnosti). Subjekt a objekt, tedy zdroj (resource), se specifikuje pomocí URI (Uniform Resource Identifier).

### RDFS
RDFS (RDF Schéma) je prvním (vznikl v roce 1999) sémantickým jazykem orientovaným na RDF. Obohacuje RDF o prvky z objektových systémů (třídy,relace, omezení a další). RDFS definuje specifický význam (způsob interpretace) určitým predikátům a zdrojům, nerozlišuje mezi třídami a individuály. RDFS ale na druhou stranu od původních ontologických jazyků nepodporuje lokalizaci (kontext) subjektů a objektů.

### DAML
DAML (DARPA Agent Mark-up Language) je projekt, který byl zahájen roku 2000 a byl sponzorován vojenskou institucí DARPA. Účelem tohoto projektu bylo vytvoření jazyku pro RDF, který by měl větší možnosti, nabízel lepší vyjadřovací schopnost než jazyk RDFS.
Vznikl nejprve jazyk DAML-ONT, který vycházel z předchozích výzkumů ontologických jazyků. Poté vznikl jazyk OIL (Ontology Inference Layer) založený na kombinaci deskripční logiky, XML, RDF a jazyka OKBC-Lite. Sloučením jazyku DAML-ONT s jazykem OIL pak vznikl jazyk DAML+OIL, který je momentálně stále používán pro psaní webových ontologií.

## OWL
Jazyk OWL (Web Ontology Language) je ontologický jazyk vytvořený pod záštitou konsorcia W3C, který navazuje na formát DAML+OIL. Jazyk OWL poskytuje prostředky definování tříd, jejich vlastností a vzájemných vztahů, to vše v kombinaci s logickými prostředky deskripční logiky umožňuje vyjádření omezení na konceptech (třídách) a poskytuje více prostředků pro definování tříd a odvozování.
Jazyk OWL byl předložen poprvé v roce 2001, po úpravách pak pod garancí W3C byl uveden do provozu v roce 2004. OWL Tvoří celou rodinu jazyků pro prezentaci znalostí ve formě ontologií, a to OWL lite, OWL DL a OWL full.
OWL lite verze je ze všech nejjednodušší. Je založena na deskripční logice, její sémantice a inferenčních mechanismech.
OWL DL verze je založena na stejném principu jako OWL lite. Poskytuje tvůrcům ontologií například větší možnosti v odvozování.
OWL full verze je založena na sémantice kompatibilní s RDFS. Je určena vyspělým tvůrcům ontologií. Využívá se zde konstruktorů datových typů, modifikací již hotových OWL ontologií.

## Wikidata
Wikidata mají vlastní nativní sémantiku, ale podle plánů budou umět export do formátů RDF, OWL, JSON.